# Юниън Сити
Юниън Сити (Union City, „Град на съюза“) е град в окръг Аламида, в района на залива на Сан Франциско, щата Калифорния, Съединените американски щати.
Намира се в Силициевата долина. Има население от 66 869 души (2000) и обща площ от 49,9 кв. км (19,2 кв. мили).

## Съседни градове
- Хейуърд (на север)
- Фримонт (на юг)